# Сан-Пабло-дель-Монте
Сан-Пабло-дель-Монте (исп. San Pablo del Monte), до 2016 года Висенте-Герреро (исп. Vicente Guerrero) — город в Мексике, в штате Тласкала, входит в состав одноимённого муниципалитета и является его административным центром. Численность населения, по данным переписи 2020 года, составила 70 224 человека.

## Общие сведения
Поселение было основано в 1620 году с заложения церкви Архангела Михаила.